# Élections à la Junte générale de la principauté des Asturies de 2007
Les élections à la Junte générale de la principauté des Asturies de 2007 (en espagnol : Elecciones a la Junta General del Principado de Asturias de 2007) se sont tenues le dimanche 27 mai 2007, afin d'élire les quarante-cinq députés de la septième législature de la Junte générale de la principauté des Asturies.
Le scrutin voit la victoire de la Fédération socialiste asturienne-PSOE (FSA-PSOE), de nouveau à la majorité relative.

## Contexte
Depuis 1977, les Asturies s'affirment comme un territoire que domine le Parti socialiste ouvrier espagnol (PSOE), mais entre 1994 et 1999, le Parti populaire (PP) s'est placé dans une optique majoritaire.
Ainsi, lors de l'élection régionale du 25 mai 2003, la FSA-PSOE obtient 41,4 % des suffrages exprimés et 22 députés sur 45 à pourvoir. Elle devance le Parti populaire des Asturies (PPA) de 8 100 voix, ce dernier recueillant 40,1 % des suffrages et 19 parlementaires. Les 4 mandats restants sont récoltés par la Gauche unie des Asturies (IUA), qui totalise 11,3 %.
Le même jour sont organisées les élections municipales, qui livrent un résultat légèrement différent. Avec 39,5 % des exprimés, les conservateurs se hissent en première position, juste devant les socialistes qui pointent à 38,6 %, ce qui constitue un retard de 5 000 voix. Troisièmes, les écosocialistes totalisent 12,8 %. Dans les sept principales villes de la communauté autonome, le PP ne gouverne pourtant qu'Oviedo même s'il est en tête à Avilés et Siero, tandis que le PSOE n'a de majorité absolue qu'à San Martín del Rey Aurelio et reprend Langreo à IU.
Vicente Álvarez Areces est investi président de la principauté des Asturies pour un deuxième mandat le 4 juillet par 26 voix et 19 abstentions, ayant bénéficié du soutien d'IUA avec qui il forme le premier gouvernement de coalition de l'histoire des Asturies.
Aux élections législatives du 14 mars 2004, la liste du Parti populaire est en tête de 5 700 voix, ce qui lui donne un score de 44,7 % des suffrages exprimés et 4 députés sur 8. Le Parti socialiste se situe juste après, avec 44,3 % et les 4 autres députés. La Gauche unie, troisième avec son résultat de 8,6 %, échoue – pour la première fois depuis la fin du franquisme – à faire élire un des siens dans les Asturies. En outre, pour la première fois depuis les élections de 1982, ni Francisco Álvarez-Cascos ni Luis Martínez Noval n'étaient têtes de liste.
Avec les élections européennes du 7 juin 2004, la situation s'inverse. Les socialistes reviennent en première position avec un résultat de 46,7 % des exprimés, tandis que les conservateurs rétrogradent à la deuxième place avec 44,7 %, soit 8 900 voix de moins. Toujours troisièmes, les écosocialistes continuent de refluer puisqu'ils tombent à 6,4 %.

## Mode de scrutin
La Junte générale de la principauté des Asturies (en espagnol : Junta General del Principado de Asturias) se composent de 45 députés, élus pour un mandat de quatre ans au suffrage universel direct, suivant le scrutin proportionnel à la plus forte moyenne d'Hondt.
La communauté autonome est divisée en trois circonscriptions : occidentale, centrale et orientale. Chacune dispose de 2 députés au minimum, les 39 restants étant distribués en proportion de la population. Pour cette élection, la circonscription occidentale compte 6 sièges, la circonscription centrale compte 34 sièges, et la circonscription orientale compte 5 sièges. Seules les forces politiques – partis, coalitions, indépendants – ayant remporté au moins 3 % des suffrages exprimés au niveau d'une circonscription participent à la répartition des sièges.

## Campagne

### Partis et chefs de file
| Force politique | Force politique                                                            | Chef de file                       | Idéologie                                         | Score en 2003              |
| --------------- | -------------------------------------------------------------------------- | ---------------------------------- | ------------------------------------------------- | -------------------------- |
|                 | Fédération socialiste asturienne-PSOE Federación Socialista Asturiana-PSOE | Vicente Álvarez Areces (Président) | Centre gauche Social-démocratie, progressisme     | 41,4 % des voix 22 députés |
|                 | Parti populaire des Asturies Partido Popular de Asturias                   | Ovidio Sánchez                     | Centre droit Conservatisme, démocratie chrétienne | 40,1 % des voix 19 députés |
|                 | Gauche unie des Asturies Izquierda Unida de Asturias                       | Jesús Iglesias Fernández           | Gauche Communisme, républicanisme                 | 11,3 % des voix 4 députés  |

## Résultats

### Voix et sièges
|                          |                                                            |         |       |      |        |               |  |  |  |  |  |  |  |  |
| Parti                    | Parti                                                      | Voix    | %     | +/-  | Sièges | +/-           |  |  |  |  |  |  |  |  |
|                          | Parti socialiste ouvrier espagnol (PSOE)                   | 252 201 | 43,08 | 1,65 | 21     | 1             |  |  |  |  |  |  |  |  |
|                          | Parti populaire (PP)                                       | 248 907 | 42,52 | 2,43 | 20     | 1             |  |  |  |  |  |  |  |  |
|                          | Gauche unie des Asturies (IU-BA-LV)                        | 58 114  | 9,93  | 1,38 | 4      | en stagnation |  |  |  |  |  |  |  |  |
|                          | Union rénovatrice asturienne-Parti asturianiste (URAS-PAS) | 13 314  | 2,27  | 2,51 | 0      | en stagnation |  |  |  |  |  |  |  |  |
|                          | Unité                                                      | 4 119   | 0,70  | Nv.  | 0      | en stagnation |  |  |  |  |  |  |  |  |
|                          | Andecha Astur                                              | 2 770   | 0,47  | 0,16 | 0      | en stagnation |  |  |  |  |  |  |  |  |
|                          | Parti communiste des peuples d'Espagne (PCPE)              | 2 001   | 0,34  | 0,14 | 0      | en stagnation |  |  |  |  |  |  |  |  |
|                          | Gauche républicaine (IR)                                   | 1 707   | 0,29  | Nv.  | 0      | en stagnation |  |  |  |  |  |  |  |  |
|                          | Démocratie nationale (DN)                                  | 884     | 0,15  | Nv.  | 0      | en stagnation |  |  |  |  |  |  |  |  |
|                          | Conseil asturien                                           | 782     | 0,13  | 0,04 | 0      | en stagnation |  |  |  |  |  |  |  |  |
|                          | Convergence démocratique asturienne                        | 581     | 0,10  | 0,04 | 0      | en stagnation |  |  |  |  |  |  |  |  |
|                          |                                                            |         |       |      |        |               |  |  |  |  |  |  |  |  |
| Suffrages exprimés       | Suffrages exprimés                                         | 585 380 | 96,81 |      |        |               |  |  |  |  |  |  |  |  |
| Votes blancs             | Votes blancs                                               | 14 458  | 2,39  |      |        |               |  |  |  |  |  |  |  |  |
| Votes nuls               | Votes nuls                                                 | 4 844   | 0,80  |      |        |               |  |  |  |  |  |  |  |  |
| Total                    | Total                                                      | 604 682 | 100   | -    | 45     | en stagnation |  |  |  |  |  |  |  |  |
| Abstention               | Abstention                                                 | 377 120 | 38,41 |      |        |               |  |  |  |  |  |  |  |  |
| Inscrits / participation | Inscrits / participation                                   | 981 802 | 61,59 |      |        |               |  |  |  |  |  |  |  |  |

#### Par circonscription
| Circonscription | Circonscription | Occidentale | Occidentale | Occidentale | Occidentale   | Centrale | Centrale | Centrale | Centrale      | Orientale | Orientale | Orientale | Orientale     |
| --------------- | --------------- | ----------- | ----------- | ----------- | ------------- | -------- | -------- | -------- | ------------- | --------- | --------- | --------- | ------------- |
|                 |                 |             |             |             |               |          |          |          |               |           |           |           |               |
| Sièges          | Sièges          | 6           | 6           | 6           | 1             | 34       | 34       | 34       | 1             | 5         | 5         | 5         | en stagnation |
|                 |                 |             |             |             |               |          |          |          |               |           |           |           |               |
|                 |                 | Nombre      | Nombre      | %           | %             | Nombre   | Nombre   | %        | %             | Nombre    | Nombre    | %         | %             |
| Inscrits        | Inscrits        | 125 055     | 125 055     | 100,00      | 100,00        | 777 448  | 777 448  | 100,00   | 100,00        | 79 299    | 79 299    | 100,00    | 100,00        |
| Abstentions     | Abstentions     | 43 907      | 43 907      | 35,11       | 35,11         | 304 844  | 304 844  | 39,21    | 39,21         | 28 369    | 28 369    | 35,77     | 35,77         |
| Votants         | Votants         | 81 148      | 81 148      | 64,89       | 64,89         | 472 604  | 472 604  | 60,79    | 60,79         | 50 930    | 50 930    | 64,23     | 64,23         |
| Blancs          | Blancs          | 1 462       | 1 462       | 1,80        | 1,80          | 12 095   | 12 095   | 2,56     | 2,56          | 901       | 901       | 1,77      | 1,77          |
| Nuls            | Nuls            | 798         | 798         | 0,98        | 0,98          | 3 493    | 3 493    | 0,74     | 0,74          | 553       | 553       | 1,09      | 1,09          |
| Exprimés        | Exprimés        | 78 888      | 78 888      | 97,22       | 97,22         | 457 016  | 457 016  | 96,70    | 96,70         | 49 476    | 49 476    | 97,14     | 97,14         |
|                 |                 |             |             |             |               |          |          |          |               |           |           |           |               |
| Partis          | Partis          | Voix        | %           | Sièges      | +/−           | Voix     | %        | Sièges   | +/−           | Voix      | %         | Sièges    | +/−           |
|                 | PSOE            | 40 372      | 51,18       | 3           | 1             | 188 510  | 41,25    | 15       | en stagnation | 23 319    | 47,13     | 3         | en stagnation |
|                 | PP              | 30 710      | 38,93       | 3           | en stagnation | 197 089  | 43,13    | 15       | 1             | 21 108    | 42,66     | 2         | en stagnation |
|                 | IU              | 5 555       | 7,04        | 0           | en stagnation | 49 756   | 10,89    | 4        | en stagnation | 2 803     | 5,67      | 0         | en stagnation |
|                 | Autres          | 2 251       | 2,85        |             |               | 21 661   | 4,74     |          |               | 2 246     | 4,54      |           |               |

### Analyse
Après la baisse de 2003, le nombre d'inscrits repart à la hausse avec 5 700 nouvelles personnes présentes sur les listes électorales. La participation, pour sa part, chute à proximité des 60 %, puisque 18 300 électeurs de plus boudent les urnes.
En progression de 1 800 voix par rapport à la précédente élection, la Fédération socialiste asturienne-PSOE remonte au-dessus des 43 % des exprimés et confirme son rôle de premier parti des Asturies. Cela ne l'empêche toutefois pas de perdre un siège et se retrouver avec une victoire du niveau de 1991. C'est le Parti populaire des Asturies qui s'en sort le mieux, captant 6 600 voix nouvelles en quatre ans et 1 député. Bien qu'ils soient toujours deuxièmes, les conservateurs divisent l'écart avec les socialistes par deux, le réduisant à moins de 4 000 suffrages. Enfin, la Gauche unie des Asturies arrive à maintenir sa représentation inchangée, mais perd tout de même 10 200 voix et revient sous la barre des 10 % des exprimés.

### Conséquences
Le 10 juillet, Vicente Álvarez Areces est investi président de la principauté des Asturies pour un troisième mandat – une première dans l'histoire régionale – par 21 voix pour et 24 abstentions. En décembre, son projet de budget pour 2008 est rejeté par la Junte générale, et il finit par reformer une coalition majoritaire avec IU le 31 octobre 2008.